# Alsónemesapáti
Alsónemesapáti (hongrois : Alsónemesapáti [ˈɒlʃoːnɛmɛʃɒpaːti]) est une localité hongroise située dans le comitat de Zala.

## Site et localisation

### Topographie et hydrographie
Alsónemesapáti est située dans les collines de Zala, plus précisément dans la région des collines d'Egerszeg-Letenye, et s'étend le long de la vallée du ruisseau Szévíz. Elle se trouve à 10 kilomètres à l'est du centre de Zalaegerszeg, le chef-lieu du comitat.

## Histoire
Autrefois, il existait trois localités portant le nom de Nemesapáti, disposées du sud au nord : Alsónemesapáti, Középnemesapáti et Felsőnemesapáti. La première mention écrite connue du village, sous le nom d'Istvánszeg, remonte à 1370.
Au XVe siècle, plusieurs familles nobles, dont les Egervári, les Gersei, les Marcali et les Deák, possédaient des terres à Nemesapáti. Pendant les XVIe et XVIIe siècles, la localité subit plusieurs attaques des Ottomans, mais ne fut jamais totalement abandonnée.
Durant la Réforme, la population adopta le protestantisme, avant de retourner progressivement au catholicisme au début du XVIIIe siècle. Ce siècle fut marqué par une période de développement rapide, avec la construction d'une nouvelle église en 1753 et l'ouverture d'une école en 1777.
Au XIXe siècle, plusieurs familles juives s'installèrent à Alsónemesapáti, contribuant à la diversification économique, bien que l'agriculture restât dominante. Une petite communauté d'artisans se développa également. L'essor de la localité fut renforcé par l'ouverture, en 1865, de la ligne ferroviaire reliant Nagykanizsa à Sopron.
En 1927, la partie sud de Nemesapáti, jusque-là appelée Alsónemesapáti, se sépara pour former une commune indépendante. Durant les années 1930, une caisse d'épargne coopérative fut ouverte, à l'instar de celle de Nemesapáti.
Après la Seconde Guerre mondiale, le développement rapide de Zalaegerszeg attira de nombreux habitants d'Alsónemesapáti vers la ville, où beaucoup continuent encore aujourd'hui à travailler, faisant de la localité une zone résidentielle pour les navetteurs. Cependant, ces dernières années, l'essor des entreprises locales, en particulier dans l'hôtellerie et la restauration, ainsi que la proximité du lac Balaton et de Hévíz, ont renforcé l'attractivité d'Alsónemesapáti pour ceux cherchant un nouveau cadre de vie.

## Équipements

### Réseaux extra-urbains
La commune est traversée, dans une orientation sud-est/nord-ouest, par la route nationale 76, qui relie la région du Balaton à Nádasd, en passant par Zalaegerszeg. Cette route constitue l'axe principal de liaison routière depuis les localités environnantes et le reste du pays.
Dans la zone habitée, la principale route qui traverse Alsónemesapáti suit la vallée du Szévíz selon un axe nord-sud. Au sud du village, en direction de Pölöske, cette voie est numérotée 7363, tandis qu'au nord, vers Alibánfa, elle prend le numéro 7354. Une courte route secondaire (73 235) relie cette dernière à la route 76, facilitant ainsi l'accès depuis Zalaegerszeg.
Alsónemesapáti est également desservie par la ligne ferroviaire Szombathely–Nagykanizsa, qui possède un arrêt ferroviaire au centre du village, à proximité de la route 7354, séparé de celle-ci uniquement par le ruisseau Szévíz. Par ailleurs, la gare de Nagykapornak, située à 5-6 kilomètres à l'ouest, n'accueille plus de trafic voyageurs depuis décembre 2020, ne servant désormais que de voie d'évitement.
Enfin, des services de bus réguliers assurent la liaison entre Alsónemesapáti et Zalaegerszeg, facilitant le transport des habitants vers la ville voisine.